# S.P.A.L. 2020-2021
Questa voce raccoglie le informazioni riguardanti la S.P.A.L. nelle competizioni ufficiali della stagione 2020-2021.

## Stagione
La SPAL disputa la Serie B dopo tre stagioni trascorse nel massimo campionato. L'allenatore scelto per il tentativo di risalita è Pasquale Marino, poi sostituito nella parte finale del torneo da Massimo Rastelli. Dopo una partenza stentata, sei vittorie consecutive tra ottobre e novembre proiettano i biancazzurri nelle prime posizioni, in lotta per la promozione diretta. Chiudono il girone di andata al secondo posto, ma a dispetto di ciò nel girone di ritorno, anche a causa di un mercato invernale insoddisfacente, si verifica un calo di rendimento che costringe la SPAL a dover lottare per mantenere un posto nei playoff. Una serie di sconfitte fa precipitare gli estensi al nono posto a pari merito con altre formazioni e le vittorie conseguite nelle ultime due giornate si rivelano inutili per l'accesso alla post-season: la SPAL termina nona con 56 punti, a pari merito con Brescia e Chievo che però la sopravanzano come settima e ottava a causa degli scontri diretti e della differenza reti.

## Divise e sponsor
Lo sponsor tecnico per la stagione 2020-2021 è per la quarta stagione consecutiva Macron. Gli sponsor commerciali presenti sulle divise sono Omega Group, Adamant BioNRG, Errebi Technology e Pentaferte.
La Home conserva il classico rigato verticale bianco-azzurro, con una grafica optical su tutta la maglia a girocollo con bordo bianco in maglieria, mentre azzurri sono i bordi manica. Il backneck è personalizzato con i colori sociali, il logo del club e il motto Non Camminerai Mai Sola. Sul petto a destra, in nero e in stampa siliconata, il Macron Hero, logo del brand italiano; a sinistra, lato cuore, sempre siliconato, lo stemma della SPAL. Nel retrocollo è ricamato in nero il nome del club. Gli shorts sono bianchi con coulisse bianche, i calzettoni sono bianchi con bordo superiore azzurro. Davanti il Macron Hero, sul polpaccio la scritta S.P.A.L. in azzurro.
La versione Away è invece completamente rossa ed è caratterizzata da una grafica a fini righe orizzontali grigie su tutta la maglia. Maglia a girocollo con bordi a righe bianche, azzurre e grigie che vengono riproposte anche sui bordi manica. Il backneck è personalizzato come nella versione Home. Nel retrocollo è ricamata in bianco la scritta S.P.A.L., mentre sul petto, a destra, in stampa siliconata è inserito il Macron Hero; a sinistra lo stemma del club. Gli shorts sono rossi con coulisse bianche e due bande grigie sui fianchi. I calzettoni sono rossi con banda superiore grigia.
La Third è un mix di bianco e nero con collo alla coreana. La parte superiore, maniche comprese, è bianca; al centro, poco sotto al petto, inizia una grafica nera a contrasto in sfumatura optical orizzontale che da’ sempre più al nero della parte inferiore della maglia dove, a destra, in rilievo appare il disegno dello stemma di Ferrara. Il backneck è personalizzato con i colori sociali, il logo del club e il motto Non Camminerai Mai Sola.  Sul petto a destra, in nero e in stampa siliconata, il Macron Hero; a sinistra, lato cuore, sempre siliconato, lo stemma della SPAL. Nel retrocollo è ricamato in bianco il nome del club. Gli shorts sono neri con coulisse bianche, i calzettoni sono bianchi con bordo superiore nero. Davanti il Macron Hero, sul polpaccio la scritta S.P.A.L. Anche questa divisa, come le terze degli anni precedenti, contiene un riferimento alla città di Ferrara, sia per lo stemma del comune presente in stampa embossata, sia per la scelta dei colori, il bianco e il nero comunali.
| Casa | Trasferta | Terza divisa |

## Organigramma societario
Area direttiva
- Presidente: Walter Mattioli
- Patron: Simone Colombarini, Francesco Colombarini
- Direttore generale: Andrea Gazzoli
- Responsabile amministrazione, finanza e controllo: Nicola Argentini
- Direttore commerciale: Alessandro Crivellaro

Area organizzativa
- Segretario generale: Stefano Salis
- Segretario sportivo: Michele Sebastiani
- Segretario organizzativo: Monica Mattioli
- Team manager: Alessandro Andreini
- Stadium manager: Pietro Pelucchi
- Delegata alla sicurezza: Fabiana Lorenzoni
- Vicedelegato alla sicurezza: Oscar Visani
- Supporter liaison officer: Luca Pozzoni

Area comunicazione e marketing
- Responsabile comunicazione: Enrico Menegatti
- Addetto stampa: Andrea Benazzi
- Responsabile marketing: Erika Antonioli
- Responsabile multimedia: Mirco Gadda
- Responsabile biglietteria: Marinella Casoni

Area tecnica
- Responsabile: Giorgio Zamuner
- Collaboratore: Ivone De Franceschi
- Allenatore: Pasquale Marino (fino al 16/3/2021), Massimo Rastelli
- Allenatore in seconda: Massimo Mezzini (fino al 16/3/2021), Dario Rossi
- Preparatore atletico: Giovanni Petralia (fino al 16/3/2021), Mauro Franzetti (fino al 16/3/2021), Fabio Esposito
- Preparatore dei portieri: Cristiano Scalabrelli
- Collaboratori tecnici: Mauro Carretta, Marco Cossu, David Dei, Fabrizio Franceschetti

Area sanitaria
- Responsabile: Raffaella Giagnorio
- Medico sociale: Francesco Palummieri
- Recupero infortunati: Carlo Voltolini
- Fisioterapisti: Daniele Zannini, Matteo Evangelisti, Piero Bortolin, Vittorio Bronzi

## Rosa
Rosa e numerazione sono aggiornate al 10 maggio 2021.
| N. |                      | Ruolo | Calciatore                 |
| -- | -------------------- | ----- | -------------------------- |
| 1  | Albania (bandiera)   | P     | Etrit Berisha              |
| 3  | Italia (bandiera)    | D     | Luca Ranieri               |
| 4  | Serbia (bandiera)    | D     | Nenad Tomović              |
| 5  | Polonia (bandiera)   | D     | Bartosz Salamon            |
| 5  | Italia (bandiera)    | C     | Jacopo Segre               |
| 6  | Italia (bandiera)    | C     | Salvatore Esposito         |
| 7  | Italia (bandiera)    | C     | Simone Missiroli           |
| 8  | Italia (bandiera)    | C     | Mattia Valoti              |
| 9  | Italia (bandiera)    | A     | Alberto Paloschi           |
| 10 | Italia (bandiera)    | A     | Sergio Floccari (capitano) |
| 11 | Italia (bandiera)    | C     | Alessandro Murgia          |
| 12 | Italia (bandiera)    | P     | Cesare Galeotti            |
| 13 | Estonia (bandiera)   | C     | Georgi Tunjov              |
| 14 | Italia (bandiera)    | A     | Federico Di Francesco      |
| 15 | Italia (bandiera)    | C     | Federico Zanchetta         |
| 16 | Haiti (bandiera)     | C     | Christopher Attys          |
| 17 | Italia (bandiera)    | D     | Leonardo Sernicola         |
| 19 | Argentina (bandiera) | C     | Lucas Castro               |
| 19 | Italia (bandiera)    | C     | Luca Mora                  |
| 20 | Italia (bandiera)    | D     | Caleb Okoli                |
| 21 | Italia (bandiera)    | A     | Sebastiano Esposito        |

| N. |                          | Ruolo | Calciatore           |
| -- | ------------------------ | ----- | -------------------- |
| 22 | Senegal (bandiera)       | P     | Demba Thiam          |
| 23 | Italia (bandiera)        | D     | Francesco Vicari     |
| 24 | Italia (bandiera)        | C     | Federico Viviani     |
| 25 | Italia (bandiera)        | D     | Riccardo Spaltro     |
| 26 | Polonia (bandiera)       | D     | Patryk Peda          |
| 27 | Brasile (bandiera)       | C     | Gabriel Strefezza    |
| 29 | Spagna (bandiera)        | A     | Raúl Asencio         |
| 32 | Italia (bandiera)        | D     | Marco Sala           |
| 41 | Italia (bandiera)        | D     | Lorenzo Dickmann     |
| 61 | Italia (bandiera)        | P     | Stefano Minelli      |
| 77 | Italia (bandiera)        | C     | Marco D'Alessandro   |
| 80 | Senegal (bandiera)       | A     | Demba Seck           |
| 81 | Canada (bandiera)        | A     | Malik Owolabi-Belewu |
| 89 | Polonia (bandiera)       | D     | Jakub Iskra          |
| 90 | Italia (bandiera)        | A     | Luca Moro            |
| 93 | Italia (bandiera)        | A     | Marco Tumminello     |
| 94 | Bolivia (bandiera)       | A     | Jaume Cuéllar        |
| 95 | Montenegro (bandiera)    | A     | Marko Janković       |
| 97 | Guinea-Bissau (bandiera) | P     | Maurice Gomis        |
| 99 | Italia (bandiera)        | A     | Enrico Brignola      |

## Calciomercato

### Sessione estiva(dal 1/9 al 5/10)
| Acquisti         | Acquisti            | Acquisti   | Acquisti                |
| R.               | Nome                | da         | Modalità                |
| ---------------- | ------------------- | ---------- | ----------------------- |
| D                | Caleb Okoli         | Atalanta   | prestito                |
| D                | Riccardo Spaltro    | Cavese     | fine prestito           |
| D                | Lorenzo Dickmann    | Chievo     | fine prestito           |
| D                | Luca Ranieri        | Fiorentina | prestito                |
| D                | Leonardo Sernicola  | Sassuolo   | prestito                |
| D                | Marco Sala          | Sassuolo   | prestito                |
| C                | Salvatore Esposito  | Chievo     | fine prestito           |
| C                | Federico Viviani    | Livorno    | fine prestito           |
| A                | Marko Janković      | Crotone    | fine prestito           |
| A                | Alberto Paloschi    | Cagliari   | fine prestito           |
| A                | Enrico Brignola     | Sassuolo   | prestito                |
| A                | Sebastiano Esposito | Inter      | prestito                |
| Altre operazioni |                     |            |                         |
| R.               | Nome                | da         | Modalità                |
| P                | Etrit Berisha       | Atalanta   | riscatto del cartellino |
| D                | Kevin Bonifazi      | Torino     | riscatto del cartellino |
| D                | Nenad Tomović       | Chievo     | riscatto del cartellino |
| D                | Riccardo Mastrilli  | Bisceglie  | fine prestito           |
| C                | Davide Mazzocco     | Pordenone  | fine prestito           |
| C                | Lucas Castro        | Cagliari   | riscatto del cartellino |
| C                | Marco D'Alessandro  | Atalanta   | riscatto del cartellino |

| Cessioni         | Cessioni           | Cessioni         | Cessioni                                          |
| R.               | Nome               | a                | Modalità                                          |
| ---------------- | ------------------ | ---------------- | ------------------------------------------------- |
| P                | Karlo Letica       | Club Bruges      | fine prestito                                     |
| D                | Kevin Bonifazi     | Udinese          | prestito con diritto di riscatto                  |
| D                | Thiago Cionek      | Reggina          | svincolato                                        |
| D                | Felipe Dal Bello   | Manzanese        | svincolato                                        |
| D                | Ervin Zukanović    | Fatih Karagümrük | svincolato                                        |
| D                | Jacopo Sala        | Spezia           | svincolato                                        |
| C                | Mirko Valdifiori   | Pescara          | svincolato                                        |
| C                | Bryan Dabo         | Fiorentina       | fine prestito                                     |
| C                | Arkadiusz Reca     | Atalanta         | fine prestito                                     |
| C                | Mohamed Fares      | Lazio            | definitivo                                        |
| A                | Andrea Petagna     | Napoli           | definitivo                                        |
| A                | Alberto Cerri      | Cagliari         | fine prestito                                     |
| Altre operazioni |                    |                  |                                                   |
| R.               | Nome               | da               | Modalità                                          |
| P                | Marco Meneghetti   | Südtirol         | prestito                                          |
| D                | Paolo Cannistrà    | Cavese           | prestito                                          |
| D                | Ricardo Farcas     | Siena            | definitivo                                        |
| C                | Mattia Vitale      | Frosinone        | riscatto del cartellino                           |
| C                | Jasmin Kurtić      | Parma            | riscatto del cartellino                           |
| C                | Davide Mazzocco    | Virtus Entella   | prestito con diritto di riscatto e controriscatto |
| C                | Marco Spina        | Vibonese         | definitivo                                        |
| C                | Altin Kryeziu      | Torino           | definitivo                                        |
| A                | Krisztofer Horváth | Torino           | definitivo                                        |

### Operazioni tra le due sessioni
| Acquisti | Acquisti        | Acquisti | Acquisti   |
| R.       | Nome            | da       | Modalità   |
| -------- | --------------- | -------- | ---------- |
| P        | Stefano Minelli | Padova   | svincolato |

| Cessioni | Cessioni           | Cessioni    | Cessioni   |
| R.       | Nome               | a           | Modalità   |
| -------- | ------------------ | ----------- | ---------- |
| D        | Riccardo Mastrilli | Pontevomano | definitivo |

### Sessione invernale(dal 4/1 al 1/2)
| Acquisti         | Acquisti         | Acquisti | Acquisti                                          |
| R.               | Nome             | da       | Modalità                                          |
| ---------------- | ---------------- | -------- | ------------------------------------------------- |
| C                | Luca Mora        | Spezia   | definitivo                                        |
| C                | Jacopo Segre     | Torino   | prestito con diritto di riscatto                  |
| A                | Marco Tumminello | Atalanta | prestito con diritto di riscatto e controriscatto |
| A                | Raúl Asencio     | Genoa    | prestito                                          |
| Altre operazioni |                  |          |                                                   |
| R.               | Nome             | da       | Modalità                                          |
| D                | Paolo Cannistrà  | Cavese   | fine prestito                                     |

| Cessioni         | Cessioni            | Cessioni           | Cessioni              |
| R.               | Nome                | a                  | Modalità              |
| ---------------- | ------------------- | ------------------ | --------------------- |
| P                | Stefano Minelli     | Perugia            | definitivo            |
| D                | Bartosz Salamon     | Lech Poznań        | definitivo            |
| C                | Lucas Castro        | Fatih Karagümrük   | definitivo            |
| C                | Marco D'Alessandro  | Monza              | definitivo            |
| A                | Marko Janković      | Beitar Gerusalemme | risoluzione contratto |
| A                | Enrico Brignola     | Sassuolo           | fine prestito         |
| A                | Sebastiano Esposito | Inter              | fine prestito         |
| Altre operazioni |                     |                    |                       |
| R.               | Nome                | da                 | Modalità              |
| D                | Paolo Cannistrà     | Piacenza           | prestito              |

## Risultati

### Serie B

#### Girone di andata
| Monza 25 settembre 2020, ore 16:45 CEST 1ª giornata | Monza          | 0 – 0 referto | SPAL | U-Power Stadium\| Arbitro: \| Orsato (Schio) \| |
| Arbitro:                                            | Orsato (Schio) |               |      |                                                 |

| Arbitro: | Robilotta (Sala Consilina) |

|             |           |                  |
| Salamon 48’ | Marcatori | 90+4’ Tiritiello |

| Arbitro: | Sacchi (Macerata) |

|                                 |           |                                       |
| Diaw 5’, 90’ (rig.) Barison 18’ | Marcatori | 29’ Castro 46’ Strefezza 52’ Paloschi |

| Arbitro: | Pasqua (Tivoli) |

|                         |           |                   |
| Bajrami 63’ Mancuso 83’ | Marcatori | 34’ Sal. Esposito |

| Arbitro: | Serra (Torino) |

|                                           |           |                             |
| Murgia 38’ Valoti 60’ Castro 90+3’ (rig.) | Marcatori | 21’ Dalmonte 50’ Meggiorini |

| Arbitro: | Ayroldi (Molfetta) |

|  |           |            |
|  | Marcatori | 31’ Castro |

| Arbitro: | Pezzuto (Lecce) |

|                            |           |  |
| Valoti 6’ Di Francesco 41’ | Marcatori |  |

| Arbitro: | Massimi (Termoli) |

|                                 |           |  |
| Salamon 28’ Seb. Esposito 90+4’ | Marcatori |  |

| Arbitro: | Volpi (Arezzo) |

|  |           |                  |
|  | Marcatori | 59’ Di Francesco |

| Arbitro: | Ros (Pordenone) |

|                                                |           |  |
| Paloschi 14’, 17’ Tomović 54’ Di Francesco 59’ | Marcatori |  |

| Arbitro: | Camplone (Pescara) |

|                        |           |  |
| Proia 66’ Gargiulo 88’ | Marcatori |  |

| Ferrara 15 dicembre 2020, ore 21:00 CET 12ª giornata | SPAL                     | 0 – 0 referto | Chievo | Stadio Paolo Mazza\| Arbitro: \| Guida (Torre Annunziata) \| |
| Arbitro:                                             | Guida (Torre Annunziata) |               |        |                                                              |

| Venezia 19 dicembre 2020, ore 18:00 CET 13ª giornata | Venezia        | 0 – 0 referto | SPAL | Stadio Pier Luigi Penzo\| Arbitro: \| Serra (Torino) \| |
| Arbitro:                                             | Serra (Torino) |               |      |                                                         |

| Arbitro: | Doveri (Roma) |

|               |           |  |
| Strefezza 79’ | Marcatori |  |

| Arbitro: | Abisso (Palermo) |

|                 |           |  |
| Sabiri 28’, 75’ | Marcatori |  |

| Arbitro: | Dionisi (L'Aquila) |

|                |           |                                                       |
| Valoti 7’, 57’ | Marcatori | 56’ Jagiełło 70’ (rig.) Alf. Donnarumma 87’ Bjarnason |

| Arbitro: | Sozza (Seregno) |

|              |           |                                |
| Kastanos 25’ | Marcatori | 40’ Sal. Esposito 87’ Paloschi |

| Arbitro: | Giua (Olbia) |

|                             |           |  |
| Valoti 38’ D'Alessandro 80’ | Marcatori |  |

| Arbitro: | Robilotta (Sala Consilina) |

|                |           |              |
| D. Ciofani 85’ | Marcatori | 63’ Paloschi |

#### Girone di ritorno
| Arbitro: | Marinelli (Tivoli) |

|            |           |             |
| Valoti 30’ | Marcatori | 13’ Gytkjær |

| Arbitro: | Abbattista (Molfetta) |

|               |           |          |
| Sciaudone 25’ | Marcatori | 57’ Mora |

| Arbitro: | Di Bello (Brindisi) |

|              |           |                                       |
| Paloschi 41’ | Marcatori | 32’ Butić 56’ Ciurria 90+1’ Zammarini |

| Arbitro: | Mariani (Aprilia) |

|                          |           |             |
| Sal. Esposito 78’ (rig.) | Marcatori | 27’ Mancuso |

| Arbitro: | Gariglio (Pinerolo) |

|                           |           |                                |
| Meggiorini 70’ Pasini 75’ | Marcatori | 28’ Paloschi 42’ (rig.) Valoti |

| Arbitro: | Prontera (Bologna) |

|                   |           |                                               |
| Sal. Esposito 53’ | Marcatori | 16’, 49’ Rivas 19’ A. Montalto 67’ Folorunsho |

| Salerno 2 marzo 2021, ore 19:00 CET 26ª giornata | Salernitana      | 0 – 0 referto | SPAL | Stadio Arechi\| Arbitro: \| Irrati (Pistoia) \| |
| Arbitro:                                         | Irrati (Pistoia) |               |      |                                                 |

| Arbitro: | La Penna (Roma) |

|  |           |                  |
|  | Marcatori | 9’ (rig.) Valoti |

| Ferrara 12 marzo 2021, ore 21:00 CET 28ª giornata | SPAL            | 0 – 0 referto | Virtus Entella | Stadio Paolo Mazza\| Arbitro: \| Ros (Pordenone) \| |
| Arbitro:                                          | Ros (Pordenone) |               |                |                                                     |

| Arbitro: | Giua (Olbia) |

|                                        |           |  |
| Marsura 44’ Mazzitelli 80’ Siega 90+2’ | Marcatori |  |

| Arbitro: | Sozza (Seregno) |

|              |           |  |
| Floccari 46’ | Marcatori |  |

| Arbitro: | Calvarese (Teramo) |

|                      |           |            |
| Garritano 54’ (rig.) | Marcatori | 62’ Valoti |

| Arbitro: | Aureliano (Bologna) |

|                  |           |                 |
| Di Francesco 43’ | Marcatori | 45+1’ Ceccaroni |

| Arbitro: | Manganiello (Pinerolo) |

|           |           |                      |
| Majer 17’ | Marcatori | 13’ Valoti 54’ Okoli |

| Arbitro: | Giacomelli (Trieste) |

|            |           |                      |
| Valoti 26’ | Marcatori | 42’ Sabiri 53’ Bajić |

| Arbitro: | Massimi (Termoli) |

|                                    |           |               |
| Bjarnason 27’ Ayé 63’ Jagiełło 79’ | Marcatori | 65’ Strefezza |

| Arbitro: | Ghersini (Genova) |

|  |           |                       |
|  | Marcatori | 50’ (rig.) Novakovich |

| Arbitro: | Chiffi (Padova) |

|            |           |                                 |
| Varone 64’ | Marcatori | 35’ Sal. Esposito 68’ Strefezza |

| Arbitro: | Camplone (Pescara) |

|           |           |  |
| Segre 81’ | Marcatori |  |

### Coppa Italia
| Arbitro: | Sozza (Seregno) |

|                                                       |                      |                                     |
| Sal. Esposito Janković Floccari Seb. Esposito Tomović | Tiri di rigore 4 – 2 | Antenucci Marras Candellone Minelli |

| Arbitro: | Marchetti (Ostia Lido) |

|                                            |                      |                                                    |
| Cigarini 109’ (rig.)                       | Marcatori            | 114’ Seck                                          |
| Siligardi Crociata Molina Golemić Cigarini | Tiri di rigore 3 – 4 | Sal. Esposito Missiroli Sala Seb. Esposito Ranieri |

| Arbitro: | Piccinini (Forlì) |

|                                  |           |  |
| Paloschi 62’ (rig.) Brignola 75’ | Marcatori |  |

| Arbitro: | Camplone (Pescara) |

|  |           |                            |
|  | Marcatori | 49’ Missiroli 58’ Dickmann |

| Arbitro: | Pezzuto (Lecce) |

|                                                            |           |  |
| Morata 16’ (rig.) Frabotta 33’ Kulusevski 78’ Chiesa 90+4’ | Marcatori |  |

## Statistiche

### Statistiche di squadra
Statistiche aggiornate al 10 maggio 2021.
| Competizione | Punti | In casa | In casa | In casa | In casa | In casa | In casa | In trasferta | In trasferta | In trasferta | In trasferta | In trasferta | In trasferta | Totale | Totale | Totale | Totale | Totale | Totale | DR |
| Competizione | Punti | G       | V       | N       | P       | Gf      | Gs      | G            | V            | N            | P            | Gf           | Gs           | G      | V      | N      | P      | Gf     | Gs     | DR |
| ------------ | ----- | ------- | ------- | ------- | ------- | ------- | ------- | ------------ | ------------ | ------------ | ------------ | ------------ | ------------ | ------ | ------ | ------ | ------ | ------ | ------ | -- |
| Serie B      | 56    | 19      | 8       | 6       | 5       | 25      | 19      | 19           | 6            | 8            | 5            | 19           | 23           | 38     | 14     | 14     | 10     | 44     | 42     | +2 |
| Coppa Italia | -     | 2       | 1       | 1       | 0       | 2       | 0       | 3            | 1            | 1            | 1            | 3            | 5            | 5      | 2      | 2      | 1      | 5      | 5      | 0  |
| Totale       | -     | 21      | 9       | 7       | 5       | 27      | 19      | 22           | 7            | 9            | 6            | 22           | 28           | 43     | 16     | 16     | 11     | 49     | 47     | +2 |

### Andamento in campionato
| Giornata  | 1  | 2  | 3  | 4  | 5 | 6 | 7 | 8 | 9 | 10 | 11 | 12 | 13 | 14 | 15 | 16 | 17 | 18 | 19 | 20 | 21 | 22 | 23 | 24 | 25 | 26 | 27 | 28 | 29 | 30 | 31 | 32 | 33 | 34 | 35 | 36 | 37 | 38 |
| --------- | -- | -- | -- | -- | - | - | - | - | - | -- | -- | -- | -- | -- | -- | -- | -- | -- | -- | -- | -- | -- | -- | -- | -- | -- | -- | -- | -- | -- | -- | -- | -- | -- | -- | -- | -- | -- |
| Luogo     | T  | C  | T  | T  | C | T | C | C | T | C  | T  | C  | T  | C  | T  | C  | T  | C  | T  | C  | T  | C  | C  | T  | C  | T  | T  | C  | T  | C  | T  | C  | T  | C  | T  | C  | T  | C  |
| Risultato | N  | N  | N  | P  | V | V | V | V | V | V  | P  | N  | N  | V  | P  | P  | V  | V  | N  | N  | N  | P  | N  | N  | P  | N  | V  | N  | P  | V  | N  | N  | V  | P  | P  | P  | V  | V  |
| Posizione | 13 | 11 | 12 | 14 | 8 | 7 | 8 | 4 | 4 | 2  | 3  | 5  | 5  | 4  | 5  | 5  | 5  | 3  | 5  | 6  | 6  | 6  | 7  | 8  | 8  | 8  | 8  | 8  | 8  | 7  | 6  | 6  | 6  | 7  | 7  | 9  | 9  | 9  |

Legenda:

Luogo: C = Casa; T = Trasferta. Risultato: V = Vittoria; N = Pareggio; P = Sconfitta.

### Statistiche dei giocatori
In corsivo i giocatori ceduti a stagione in corso.
| Giocatore       | Serie B  | Serie B | Serie B     | Serie B    | Coppa Italia | Coppa Italia | Coppa Italia | Coppa Italia | Totale   | Totale | Totale      | Totale     |
| Giocatore       | Presenze | Reti    | Ammonizioni | Espulsioni | Presenze     | Reti         | Ammonizioni  | Espulsioni   | Presenze | Reti   | Ammonizioni | Espulsioni |
| --------------- | -------- | ------- | ----------- | ---------- | ------------ | ------------ | ------------ | ------------ | -------- | ------ | ----------- | ---------- |
| R. Asencio      | 13       | 0       | 1           | 0          | 0            | 0            | 0            | 0            | 13       | 0      | 1           | 0          |
| E. Berisha      | 25       | -31     | 1           | 0          | 2            | -4           | 0            | 0            | 27       | -35    | 1           | 0          |
| E. Brignola     | 9        | 0       | 0           | 0          | 4            | 1            | 0            | 0            | 13       | 1      | 0           | 0          |
| L. Castro       | 11       | 3       | 0           | 1          | 2            | 0            | 0            | 0            | 13       | 3      | 0           | 1          |
| J. Cuéllar      | 0        | 0       | 0           | 0          | 0            | 0            | 0            | 0            | 0        | 0      | 0           | 0          |
| M. D'Alessandro | 12       | 1       | 2           | 0          | 1            | 0            | 0            | 0            | 13       | 1      | 2           | 0          |
| F. Di Francesco | 27       | 4       | 3           | 0          | 1            | 0            | 0            | 0            | 28       | 4      | 3           | 0          |
| L. Dickmann     | 33       | 0       | 2           | 1          | 4            | 1            | 0            | 0            | 37       | 1      | 2           | 1          |
| Sa. Esposito    | 31       | 5       | 4           | 0          | 3            | 0            | 1            | 0            | 34       | 5      | 5           | 0          |
| Se. Esposito    | 10       | 1       | 2           | 0          | 3            | 0            | 0            | 0            | 13       | 1      | 2           | 0          |
| S. Floccari     | 23       | 1       | 4           | 0          | 3            | 0            | 0            | 0            | 26       | 1      | 4           | 0          |
| C. Galeotti     | 0        | 0       | 0           | 0          | 0            | 0            | 0            | 0            | 0        | 0      | 0           | 0          |
| M. Gomis        | 0        | 0       | 0           | 0          | 0            | 0            | 0            | 0            | 0        | 0      | 0           | 0          |
| J. Iskra        | 0        | 0       | 0           | 0          | 0            | 0            | 0            | 0            | 0        | 0      | 0           | 0          |
| M. Jankovic     | 2        | 0       | 0           | 0          | 1            | 0            | 1            | 0            | 3        | 0      | 1           | 0          |
| S. Minelli      | 0        | 0       | 0           | 0          | 0            | 0            | 0            | 0            | 0        | 0      | 0           | 0          |
| S. Missiroli    | 31       | 0       | 2           | 0          | 5            | 1            | 0            | 0            | 36       | 1      | 2           | 0          |
| L. Mora         | 17       | 1       | 5           | 1          | 0            | 0            | 0            | 0            | 17       | 1      | 5           | 1          |
| L. Moro         | 8        | 0       | 0           | 0          | 2            | 0            | 0            | 0            | 10       | 0      | 0           | 0          |
| A. Murgia       | 23       | 1       | 1           | 0          | 4            | 0            | 1            | 0            | 27       | 1      | 2           | 0          |
| C. Okoli        | 16       | 1       | 4           | 0          | 3            | 0            | 2            | 0            | 19       | 1      | 6           | 0          |
| A. Paloschi     | 26       | 7       | 3           | 0          | 2            | 1            | 0            | 0            | 28       | 8      | 3           | 0          |
| L. Ranieri      | 25       | 0       | 3           | 0          | 4            | 0            | 2            | 0            | 29       | 0      | 5           | 0          |
| M. Sala         | 32       | 0       | 4           | 0          | 5            | 0            | 0            | 0            | 37       | 0      | 4           | 0          |
| B. Salamon      | 13       | 2       | 2           | 0          | 1            | 0            | 0            | 0            | 14       | 2      | 2           | 0          |
| D. Seck         | 7        | 0       | 0           | 0          | 4            | 1            | 0            | 0            | 11       | 1      | 0           | 0          |
| J. Segre        | 18       | 1       | 2           | 0          | 0            | 0            | 0            | 0            | 18       | 1      | 2           | 0          |
| L. Sernicola    | 29       | 0       | 7           | 0          | 5            | 0            | 1            | 0            | 34       | 0      | 8           | 0          |
| R. Spaltro      | 2        | 0       | 0           | 0          | 4            | 0            | 0            | 0            | 6        | 0      | 0           | 0          |
| G. Strefezza    | 29       | 4       | 6           | 1          | 2            | 0            | 1            | 0            | 31       | 4      | 7           | 1          |
| D. Thiam        | 13       | -11     | 1           | 0          | 3            | -1           | 0            | 0            | 16       | -12    | 1           | 0          |
| N. Tomovic      | 34       | 1       | 11          | 0          | 4            | 0            | 0            | 0            | 38       | 1      | 11          | 0          |
| M. Tumminello   | 5        | 0       | 0           | 0          | 0            | 0            | 0            | 0            | 5        | 0      | 0           | 0          |
| G. Tunjov       | 0        | 0       | 0           | 0          | 1            | 0            | 0            | 0            | 1        | 0      | 0           | 0          |
| M. Valoti       | 29       | 11      | 11          | 0          | 2            | 0            | 1            | 0            | 31       | 11     | 12          | 0          |
| F. Vicari       | 25       | 0       | 4           | 0          | 2            | 0            | 0            | 0            | 27       | 0      | 4           | 0          |
| F. Viviani      | 3        | 0       | 2           | 0          | 2            | 0            | 0            | 0            | 5        | 0      | 2           | 0          |
| F. Zanchetta    | 0        | 0       | 0           | 0          | 1            | 0            | 0            | 0            | 1        | 0      | 0           | 0          |

## Giovanili

### Organigramma
Area direttiva
- Responsabile dell'area tecnica: Ruggero Ludergnani
- Responsabile organizzativo: Alessandro Orlandini
- Responsabile attività di base: Massimiliano De Gregorio
- Segretario amministrativo: Marco Bof

Area tecnica - Primavera
- Allenatore: Giuseppe Scurto
- Preparatore atletico: Carlo Oliani
- Preparatore portieri: Andrea Brunello
- Medico sociale: Roberto Altavilla
- Fisioterapista: Filippo Grassilli

Area tecnica - Under 17
- Allenatore: Cristian Serpini

Area tecnica - Under 16
- Allenatore: Claudio Rivalta

Area tecnica - Under 15
- Allenatore: Jonathan Binotto

### Piazzamenti
- Primavera:
  - Campionato Primavera 1: 7º
  - Coppa Italia Primavera: Ottavi di finale
- Allievi Nazionali (Under 17):
  - Campionato Under-17 Serie A-B: 1º nel girone B. Semifinale nazionale
- Giovanissimi Nazionali (Under-16):
  - Campionato Under-16 Serie A-B: torneo sospeso
- Giovanissimi Professionisti (Under-15):
  - Campionato Under-15 Serie A-B: torneo sospeso